# Elecciones a la Junta General del Principado de Asturias de 2019
Las elecciones a la Junta General del Principado de Asturias de 2019 se celebraron el domingo 26, de acuerdo con el decreto de convocatoria de elecciones dispuesto el 1 de abril de 2019 y publicado en el Boletín Oficial del Principado de Asturias el día siguiente. Se eligieron los 45 diputados de la xi legislatura de la Junta General del Principado de Asturias mediante un sistema proporcional (método D'Hondt) en las tres circunscripciones en las que está dividida a efectos electorales la región (34 escaños en la circunscripción central, 6 en la occidental y 5 en la oriental).

## Candidaturas

### Partidos con representación parlamentaria antes de las elecciones

#### Federación Socialista Asturiana
En mayo de 2017, Javier Fernández, presidente de la comunidad desde 2012 y secretario general de la FSA, anunció que no se presentaría a la reelección de ninguno de esos cargos. Esta decisión tuvo lugar poco después de la victoria de Pedro Sánchez en las primarias del PSOE, frente a Susana Díaz, candidata que Fernández apoyaba, si bien negó que existiera relación entre su decisión y el resultado de esas primarias.
De esta manera se abría un proceso interno para la elección de secretario general. A estas primarias se presentaron Adrián Barbón, alcalde de Laviana y exdiputado por Asturias en el congreso, y José María Pérez, portavoz de la FSA en el ayuntamiento de Gijón.
El ganador resultó Adrián Barbón con el 60,6 % de los votos de los afiliados. Inicialmente, rechazó que su intención fuera la de presentarse como candidato a la Junta, pero finalmente, el 30 de mayo de 2018 fue elegido, mediante el proceso de primarias en la Federación Socialista Asturiana, candidato a Presidente del Principado de Asturias para las elecciones del 26 de mayo de 2019.

#### Partido Popular de Asturias
En enero de 2019, a cinco meses de las elecciones autonómicas, la dirección nacional del Partido Popular tomó la decisión de situar a Teresa Mallada, presidenta de Hunosa y líder del PP en Aller, como cabeza de lista del partido. La decisión se justificó en que Mallada tenía buenos resultados en las encuestas internas del partido, principalmente entre votantes de Foro y Ciudadanos, con quién la formación comparte espectro ideológico.
Esta decisión, tomada desde la cúpula nacional del partido, fue percibida negativamente por la dirección regional del PP en Asturias y especialmente su presidenta, Mercedes Fernández, quién se veía a sí misma como candidata.
De esta manera gran parte de la campaña del partido se centró en las diferencias internas, que se extenderían hasta el comité posterior a las elecciones, y que el alcalde de Oviedo, Alfredo Cantelli llegó a relacionar directamente con los malos resultados de la formación.

#### Ciudadanos
Ciudadanos elige a sus candidatos mediante un proceso de primarias, si bien cabe destacar que en estas suele tener mucho peso la posición de la dirección nacional, quien ya desde diciembre de 2018 mostró su interés porque el exrector de la Universidad de Oviedo, Juan Vázquez, fuera su candidato en Asturias, llegando a reunirse con Albert Rivera en Madrid.
Finalmente, a principios de enero de 2019, Juan Vázquez anunció su intención de presentarse a las primarias de la formación. Durante la campaña de esas primarias, en un encuentro con afiliados, pidió un Ciudadanos "unido" para poder realizar "ideas innovadoras". A estas primarias se presentaron otros dos candidatos, Agustín Pérez Loriente y Manuel Gómez Mendoza. Si bien se había especulado con la posibilidad de que Nicanor García, excandidato de Ciudadanos en 2015, le plantará cara al exrector, finalmente anunció su apoyo a la candidatura de Vázquez. El resultado de las primarias fue arrollador a favor de Vázquez, que obtuvo el 91 % de los votos, siendo por tanto elegido candidato de Ciudadanos a la Presidencia de Asturias.

#### Podemos Asturies
En el proceso interno de Podemos para la elección de candidato, se presentaron dos listas, una avalada por la dirección "oficial" del partido, concretamente por el secretario general de la formación, Daniel Ripa; y una segunda lista liderada por el sector "crítico" de la formación. Los candidatos a la presidencia en este caso eran Lorena Gil (en el sector "oficialista") y Héctor Gómez (en el sector "crítico").
El resultado de las primarias dio como ganador al sector "oficial", que se presentaba bajo el nombre de "Asturies 2019", que obtuvo el 78 % de los sufragios. La candidatura del sector "crítico", denonominada "Agora Dende Abaxu", obtuvo el 22 % de los sufragios.
De forma paralela se votó al resto de candidatos de la futura lista electoral de la formación. De esta manera Daniel Ripa (secretario general de la formación), Paula Valero y Andrés Fernández Vilanova (diputado en la Junta General del Principado) fueron los candidatos más votados. El líder de la candidatura "Agora Dende Abaxo", Héctor Gómez, fue elegido para ocupar el puesto decimotercero de la circunscripción central.

#### Izquierda Unida de Asturias
La situación de Izquierda Unida de Asturias antes de las elecciones era complicada. Primeramente porque su candidato en 2015, Gaspar Llamazares había anunciado la creación de una nueva formación, Actúa, que inicialmente no tenía la intención de competir con IU en Asturias, pero que no era bien visto por el partido a nivel nacional. Finalmente, y debido a las presiones de la dirección nacional, dimitió de todos sus cargos en Izquierda Unida y anunció que no se presentaría en Asturias, si bien no descartó una coalición Actúa-IU. Además, el partido se encontraba dividido en varios sectores que acabarían chocando en las primarias del partido. Estas primarias contaron con tres candidatos, el coordinador general de la formación, Ramón Argüelles, la eurodiputada Ángela Vallina y la concejala avilesina Carmen Conde. Finalmente la ganadora de las primarias resultó Ángela Vallina, que sería la candidata de la coalición Asturias por la izquierda, formada por Izquierda Unida de Asturias e Izquierda Asturiana, que se presentó a las elecciones.

##### Coaliciones
El excandidato de IU en Asturias, Gaspar Llamazares, ofreció en varias ocasiones la formación de una coalición entre Izquierda Unida y Actúa, partido fundado por el propio Llamazares. Esto fue rechazado por el coordinador general, Ramón Argüelles, que consideró que esta coalición no tendría sentido por el escaso apoyo de Actúa. 
Finalmente, y en pleno proceso de primarias, se firmó un acuerdo de coalición con el partido asturianista, Izquierda Asturiana, que se presentaría con el nombre Asturias por la Izquierda (y su variante en asturiano, Asturies pela Izquierda). Durante la firma del acuerdo, IU pidió a Llamazares que renunciará a Actúa para poder integrarse en la coalición.
Destacable es también el hecho de que Izquierda Unida de Asturias es de las pocas federaciones del partido que optaron por presentarse en solitario a las elecciones autonómicas y no en coalición con Podemos, como estaba siendo habitual en otros territorios.

#### Foro Asturias
Los estatutos de Foro dictan que para ser candidato a las elecciones, se debe ser también presidente del partido. La presidenta hasta junio de 2018 era Cristina Coto, quién presentó su dimisión debido a un choque con el partido en torno a la contratación de una asesora en el parlamento asturiano, que sus compañeros acusaron de realizarla sin contar con la aprobación del resto del grupo parlamentario. La dimisión vino poco después de que el 22 de mayo, Martes de Campo en Oviedo, la formación en Siero anunciará que proponía a Carmen Moriyón, alcaldesa de Gijón, a la presidencia del partido. Esta decisión se tomó sin el conocimiento de la entonces presidenta, Cristina Coto. 
Moriyón finalmente dio el salto en julio de 2018, anunciando en Oviedo su intención de presentarse a la presidencia del partido, y consecuentemente, a la candidatura de FORO a la Junta. Moriyón presentó 1238 avales, siendo la única aspirante a presidir el partido. En septiembre de 2018 fue confirmada candidata y en su discurso habló de acabar con la "discriminación" que sufre Asturias.

### Partidos que obtuvieron representación en estas elecciones

#### Vox
A pesar de que inicialmente había dos candidatos que competían para liderar Vox en Asturias, finalmente se llegó a un acuerdo entre ambos aspirantes, Ignacio Blanco, candidato de Vox en 2015, y Sergio Marqués, hijo del expresidente de Asturias con el mismo nombre y fundador del Club de los Viernes, para que sea el primero el que lidere una coalición de consenso en Asturias.

## Campaña electoral
La campaña electoral tuvo una duración de quince días, comenzando a las cero horas del día 10 de mayo de 2019 y finalizando a las veinticuatro horas del día 24 de mayo de 2019.

### Debate electoral
El 20 de mayo de 2019, TPA y RPA emitieron el primer debate televisado de la historia de Asturias entre candidatos a las elecciones autonómicas. En el debate participaron los cabeza de lista de las principales formaciones en Asturias: PSOE, PP, Asturias por la izquierda (IX-IAS), PODEMOS, Vox, Cs y FORO. El debate estuvo moderado por Nacho Monserrat.
| Fecha y cadena  | Moderador       | I Invitado/a S Sustituto/a A Ausente NI No invitado/a | I Invitado/a S Sustituto/a A Ausente NI No invitado/a | I Invitado/a S Sustituto/a A Ausente NI No invitado/a | I Invitado/a S Sustituto/a A Ausente NI No invitado/a | I Invitado/a S Sustituto/a A Ausente NI No invitado/a | I Invitado/a S Sustituto/a A Ausente NI No invitado/a | I Invitado/a S Sustituto/a A Ausente NI No invitado/a | I Invitado/a S Sustituto/a A Ausente NI No invitado/a |
| Fecha y cadena  | Moderador       | PSOE                                                  | PP                                                    | PODEMOS                                               | IU-IAS                                                | FAC                                                   | Cs                                                    | Vox                                                   | Audiencia                                             |
| --------------- | --------------- | ----------------------------------------------------- | ----------------------------------------------------- | ----------------------------------------------------- | ----------------------------------------------------- | ----------------------------------------------------- | ----------------------------------------------------- | ----------------------------------------------------- | ----------------------------------------------------- |
| Fecha y cadena  | Moderador       |                                                       |                                                       |                                                       |                                                       |                                                       |                                                       |                                                       | Audiencia                                             |
| RTPA 20 de mayo | Nacho Monserrat | I Barbón                                              | I Mallada                                             | I Gil                                                 | I Vallina                                             | I Moriyón                                             | I Vázquez                                             | I Blanco                                              | 24.000 6,9%                                           |

## Resultados
Las candidaturas del Partido Socialista Obrero Español, liderado por Adrián Barbón obtuvieron 20 escaños, mejorando su resultado de 14 diputados correspondiente a las elecciones de 2015. Podemos Asturias obtuvo 4 escaños (5 menos que en 2015), mientras que Asturias por la Izquierda obtuvo 2. Ciudadanos obtuvo 5 escaños (2 más que en 2015), mientras que el Partido Popular obtuvo 10 escaños, la segunda fuerza en representación. Las candidaturas de Foro y Vox obtuvieron 2 escaños cada una.
Los resultados se detallan a continuación:
| Candidaturas                                           | Candidaturas                                           | Votos   | %                               | Escaños                         |
| ------------------------------------------------------ | ------------------------------------------------------ | ------- | ------------------------------- | ------------------------------- |
|                                                        | Partido Socialista Obrero Español (PSOE)               | 185 422 | 35,25                           | 20                              |
|                                                        | Partido Popular (PP)                                   | 92 330  | 17,55                           | 10                              |
|                                                        | Ciudadanos-Partido de la Ciudadanía (Cs)               | 73 523  | 13,98                           | 5                               |
|                                                        | Podemos Asturies (Podemos Asturies)                    | 57 893  | 11,01                           | 4                               |
|                                                        | Asturias por la Izquierda (IU-IAS)                     | 34 776  | 6,61                            | 2                               |
|                                                        | Foro de Ciudadanos (FAC)                               | 34 388  | 6,54                            | 2                               |
|                                                        | Vox (Vox)                                              | 33 784  | 6,42                            | 2                               |
| Partido Animalista Contra el Maltrato Animal (PACMA)   | Partido Animalista Contra el Maltrato Animal (PACMA)   | 3396    | 0,65                            | 0                               |
| Verdes-Equo (V-Q)                                      | Verdes-Equo (V-Q)                                      | 2122    | 0,40                            | 0                               |
| Andecha Astur (Andecha)                                | Andecha Astur (Andecha)                                | 1559    | 0,30                            | 0                               |
| Partido Comunista de los Trabajadores de España (PCTE) | Partido Comunista de los Trabajadores de España (PCTE) | 1082    | 0,21                            | 0                               |
| Votos en blanco                                        | Votos en blanco                                        | 5783    | 1,10                            | n/a                             |
| Votos válidos                                          | Votos válidos                                          | 526 058 | 100,00                          | 45                              |
| Votos nulos                                            | Votos nulos                                            | 4978    | Participación: \| \| 55,12 % \| | Participación: \| \| 55,12 % \| |
| Votantes                                               | Votantes                                               | 531 036 | Participación: \| \| 55,12 % \| | Participación: \| \| 55,12 % \| |
| Electores                                              | Electores                                              | 972 197 | Participación: \| \| 55,12 % \| | Participación: \| \| 55,12 % \| |
|                                                        | 55,12 %                                                |         |                                 |                                 |

### Por circunscripciones
| Candidatura | Candidatura               | Principado de Asturias | Principado de Asturias | Principado de Asturias | Principado de Asturias |         | Central  | Central | Central     | Central | Occidental | Occidental | Occidental  | Occidental | Oriental | Oriental | Oriental    | Oriental |
| Candidatura | Candidatura               | Votos                  | %                      | Esc.                   | Crecimiento            | Votos   | %        | Esc.    | Crecimiento | Votos   | %          | Esc.       | Crecimiento | Votos      | %        | Esc.     | Crecimiento |          |
| ----------- | ------------------------- | ---------------------- | ---------------------- | ---------------------- | ---------------------- | ------- | -------- | ------- | ----------- | ------- | ---------- | ---------- | ----------- | ---------- | -------- | -------- | ----------- | -------- |
|             | FSA-PSOE                  | 187 462                | 35,65 %                | 20                     | 6                      | 146 201 | 34,25 %  | 13      | 4           | 25 228  | 42,12 %    | 4          | 1           | 16 033     | 40,98 %  | 3        | 1           |          |
|             | PP de Asturias            | 93 147                 | 17,71 %                | 10                     | 1                      | 69 314  | 16,24 %  | 6       | 1           | 15 052  | 25,13 %    | 2          |             | 8781       | 22,45 %  | 2        |             |          |
|             | Ciudadanos                | 74 271                 | 14,12 %                | 5                      | 2                      | 64 338  | 15,07 %  | 5       | 2           | 5761    | 9,62 %     | 0          |             | 4172       | 10,66 %  | 0        |             |          |
|             | Podemos Asturies          | 58 674                 | 11,16 %                | 4                      | 5                      | 50 964  | 11,94 %  | 4       | 3           | 4612    | 7,70 %     | 0          | 1           | 3098       | 7,92 %   | 0        | 1           |          |
|             | Asturias por la Izquierda | 35 174                 | 6,69 %                 | 2                      | 3                      | 30 851  | 7,23 %   | 2       | 3           | 3012    | 5,03 %     | 0          |             | 1311       | 3,35 %   | 0        |             |          |
|             | Foro Asturias             | 34 687                 | 6,60 %                 | 2                      | 1                      | 28 024  | 6,57 %   | 2       | 1           | 3150    | 5,26 %     | 0          |             | 3513       | 8,98 %   | 0        |             |          |
|             | Vox                       | 34 210                 | 6,51 %                 | 2                      | 2                      | 29 503  | 6,91 %   | 2       | 2           | 2668    | 4,45 %     | 0          |             | 2039       | 5,21 %   | 0        |             |          |
| Otros       | Otros                     | 8221                   | 1,56 %                 | 0                      |                        | 7629    | 1,78 %   | 0       |             | 419     | 0,7 %      | 0          |             | 173        | 0,45 %   | 0        |             |          |
|             |                           |                        |                        |                        |                        |         |          |         |             |         |            |            |             |            |          |          |             |          |
| Total       | Total                     | 525 846                | 100,00 %               | 45                     | 0                      | 426 824 | 100,00 % | 34      | 0           | 59 902  | 100,00 %   | 6          | 0           | 39 120     | 100,00 % | 5        | 0           |          |

## Diputados
Relación de diputados electos en las tres circunscripciones:
| N.º | Nombre                    | Lista | Lista |
| --- | ------------------------- | ----- | ----- |
| 1   | Marcelino Marcos Líndez   |       | PSOE  |
| 2   | Álvaro Queipo             |       | PP    |
| 3   | Alba Álvarez Núñez        |       | PSOE  |
| 4   | Ricardo Suárez Argüelles  |       | PSOE  |
| 5   | Cristina Vega Morán       |       | PP    |
| 6   | Lidia Fernández Fernández |       | PSOE  |

| N.º | Nombre                           | Lista | Lista   |
| --- | -------------------------------- | ----- | ------- |
| 1   | Adrián Barbón                    |       | PSOE    |
| 2   | María Celia Fernández Fernández  |       | PSOE    |
| 3   | Teresa Mallada                   |       | PP      |
| 4   | Juan Antonio Vázquez García      |       | Cs      |
| 5   | Lorena María Gil Álvarez         |       | Podemos |
| 6   | Juan Cofiño González             |       | PSOE    |
| 7   | María Dolores Carcedo García     |       | PSOE    |
| 8   | Reyes Fernández Hurlé            |       | PP      |
| 9   | Ana María Coto Montes            |       | Cs      |
| 10  | Ángela Vallina                   |       | IU-IAS  |
| 11  | Ignacio Blanco Urizar            |       | Vox     |
| 12  | Enrique Fernández Rodríguez      |       | PSOE    |
| 13  | Carmen Moriyón                   |       | FAC     |
| 14  | Daniel Marí Ripa                 |       | Podemos |
| 15  | Ana Isabel González Cachero      |       | PSOE    |
| 16  | Pablo González Menéndez          |       | PP      |
| 17  | Sergio García Rodríguez          |       | Cs      |
| 18  | Luis Ramón Fernández Huerga      |       | PSOE    |
| 19  | Mónica Ronderos García           |       | PSOE    |
| 20  | Pablo Álvarez-Pire Santiago      |       | PP      |
| 21  | Nuria Rodríguez López            |       | Podemos |
| 22  | Alfonso Albaladejo Carrasco      |       | PSOE    |
| 23  | Laura Pérez Macho                |       | Cs      |
| 24  | Ovidio Zapico González           |       | IU-IAS  |
| 25  | Sara Concepción Álvarez Rouco    |       | Vox     |
| 26  | Noelia Macías Mariano            |       | PSOE    |
| 27  | Adrián Pumares Suárez            |       | FAC     |
| 28  | Beatriz Polledo Enríquez         |       | PP      |
| 29  | René Suárez Fernández            |       | PSOE    |
| 30  | Luis Armando Fernández Bartolomé |       | Cs      |
| 31  | Rafael Abelardo Palacios García  |       | Podemos |
| 32  | Carmen Eva Pérez Ordieres        |       | PSOE    |
| 33  | María Gloria García Fernández    |       | PP      |
| 34  | José Ramón Fernández Castro      |       | PSOE    |

| N.º | Nombre                            | Lista | Lista |
| --- | --------------------------------- | ----- | ----- |
| 1   | Jimena Llamedo González           |       | PSOE  |
| 2   | José Manuel Felgueres Abad        |       | PP    |
| 3   | Ángel Ricardo Morales Fuentecilla |       | PSOE  |
| 4   | María Esther Freile Fernández     |       | PSOE  |
| 5   | Javier Brea Pastor                |       | PP    |

## Acontecimientos posteriores
El mismo día de las elecciones, Carmen Moriyón, candidata de Foro anunció que no recogería su acta de diputada pero que mantendría la presidencia de Foro.
El día de la constitución de la Junta, el 24 de junio de 2019, el candidato de Ciudadanos, Juan Vázquez, anunció su dimisión debido a discrepancias con la dirección nacional del partido.

#### Investidura del Presidente del Principado de Asturias
El 12 de julio de 2019, Adrián Barbón resultó elegido presidente del Principado de Asturias con los votos de su formación y de IU. El resto de partidos se abstuvieron.